# 1556

## أحداث
- حصار وهران في الفترة ما بين و أغسطس.

- 23 يناير - وقع زلزال شانشي في الصين هو أكبر زلزال سجل من حيث عدد الضحايا والذي بلغ 830000 نسمة.
- 14 مارس - تولي جلال الدين أكبر حكم سلطنة مغول الهند.

## مواليد
- أحمد بابا التمبكتي قاضي مالي
- أوتو فان فيين رسام هولندي
- إسحاق أوليفر رسام بريطاني
- صوفيا برايي
- فيليب نيكولاي
- كارلو مادرنو مهندس معماري سويسري
- محمد باشا الكرجي صدر أعظم عثماني

## وفيات
- بييترو أريتينو
- محمد بن سليمان